# Poljé de Duvno
Le poljé de Duvno (en bosnien, en croate et en serbe latin : Duvanjsko polje) est un plateau karstique situé à l'ouest de la Bosnie-Herzégovine, dans la municipalité de Tomislavgrad. Il fait partie des Alpes dinariques.

## Géographie
Le poljé de Duvno est entouré par les monts Ljubuša (1 797 m) et Vran (1 961 m) à l'est, par le mont Lika (1 391 m) au sud-est et par les monts Tušnica (1 700 m) et Jelovača (1 572 m) au nord-ouest.
Sa superficie est de 121,6 km2 et son altitude est comprise entre 860 et 890 m. Il mesure 20 km de long (de Mesihovina à Mokronoge) et 12 km de large (de Brišnik à Mandino Selo).

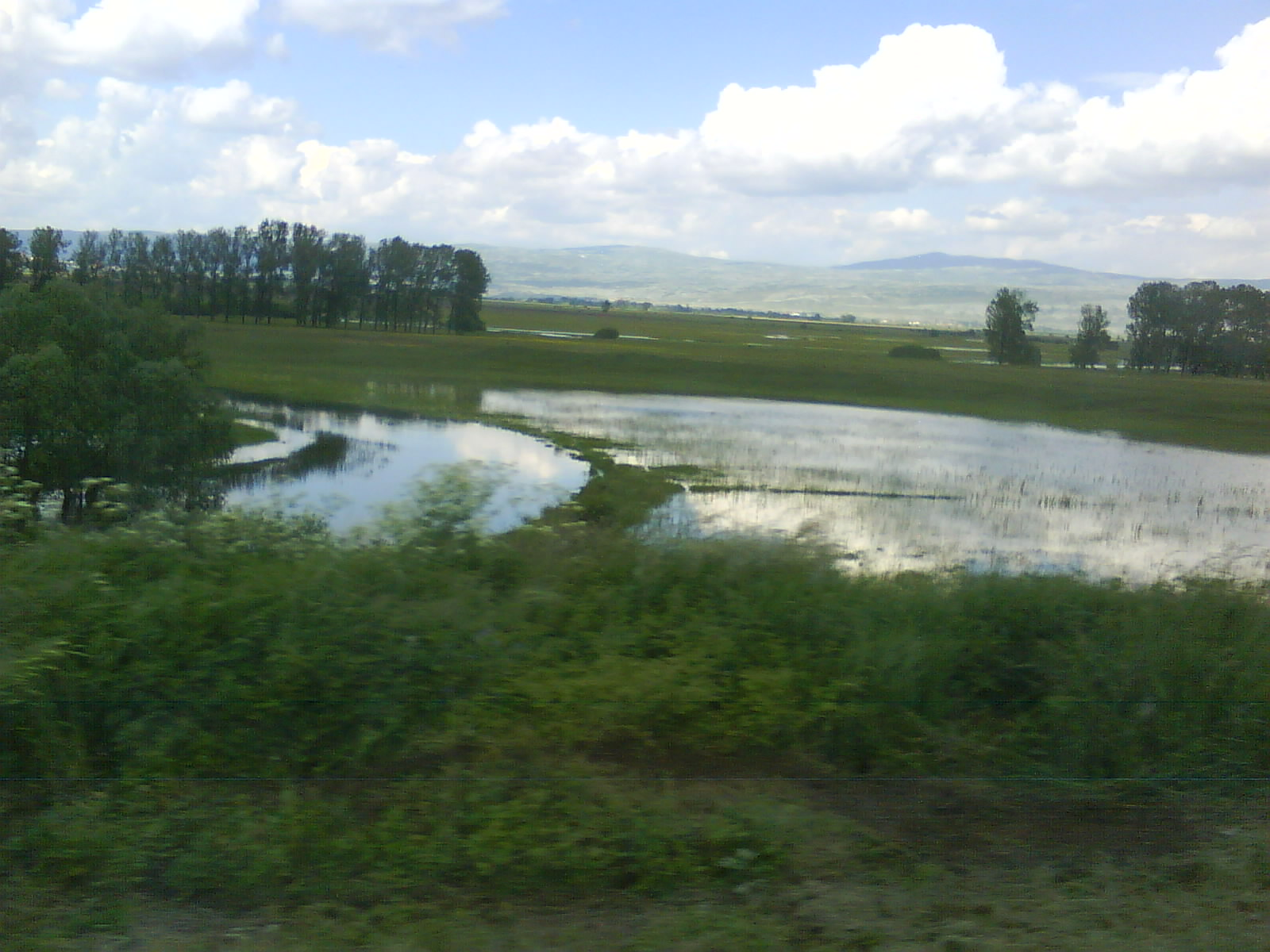
Le poljé partiellement inondé

## Hydrographie
La principale rivière du secteur est la Šuica qui termine sa course en se jetant dans le « Veliki ponor » (le Grand ponor) près du village de Kovači. La partie centrale du poljé, la zone de Lanište, est périodiquement inondée.

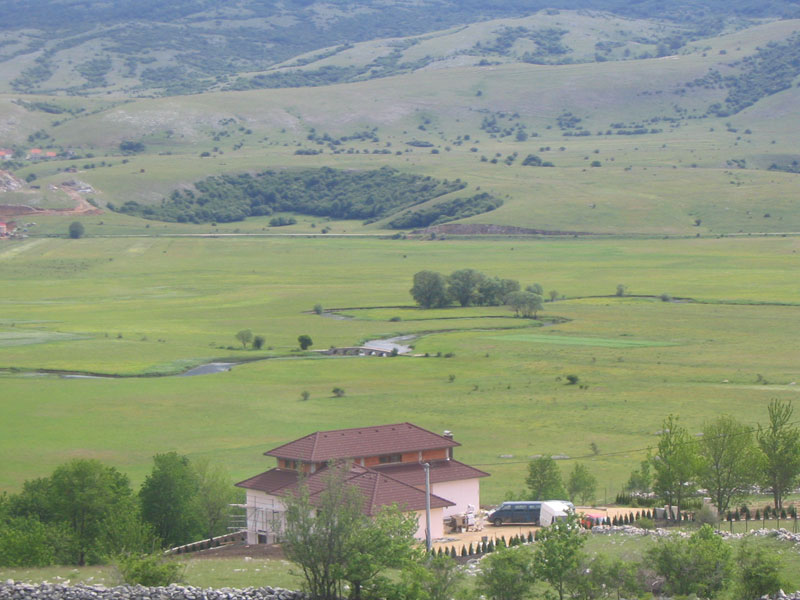
La rivière Šuica près du village de Šuica

## Climat
Mesuré à Tomislavgrad, la ville la plus importante du secteur, le climat du poljé est de type tempéré froid, avec une température moyenne annuelle de 8,7 °C ; juillet est le mois le plus chaud de l'année, avec une moyenne de 18,1 °C. Le mois le plus froid est janvier avec une moyenne de −0,8 °C. La moyenne des précipitations annuelles est de 1 107 mm/m2, avec les précipitations mensuelles les plus faibles en juillet et les plus élevées en novembre.
| Mois                                 | Janv | Fév  | Mars | Avr  | Mai  | Juin | Juil | Août | Sept | Oct  | Nov | Déc  | Année |
| ------------------------------------ | ---- | ---- | ---- | ---- | ---- | ---- | ---- | ---- | ---- | ---- | --- | ---- | ----- |
| Températures maximales moyennes (°C) | 1,7  | 3,8  | 7,6  | 12,2 | 17,3 | 21,0 | 23,6 | 23,1 | 19,1 | 13,2 | 7,8 | 3,3  |       |
| Températures moyennes (°C)           | -0,6 | 0,8  | 3,8  | 7,7  | 12,4 | 16,0 | 18,1 | 17,6 | 14,1 | 9,3  | 4,9 | 0,9  | 8,7   |
| Températures minimales moyennes (°C) | -3,2 | -2,6 | 0,0  | 3,3  | 7,6  | 11,0 | 12,7 | 12,2 | 9,1  | 5,4  | 2,0 | -1,4 |       |
| Précipitations moyennes (mm)         | 86   | 89   | 81   | 85   | 83   | 89   | 65   | 67   | 76   | 101  | 143 | 142  | 1107  |